# Hybrid (film, 2010)
Pour les articles homonymes, voir Hybrid.
Pour plus de détails, voir Fiche technique et Distribution.
Hybrid (Super Hybrid) est un film américain réalisé par Éric Valette, sorti en 2010.

## Synopsis
Après un accident de la route mortel, la police de Chicago récupère une mystérieuse voiture dans sa fourrière. Celle-ci, dotée de son propre esprit est en réalité une machine à tuer.

## Fiche technique
- Titre : Hybrid
- Titre original : Super Hybrid
- Réalisation : Éric Valette
- Scénario : Neal Marshall Stevens
- Musique : Thomas Schobel et Martin Tillman
- Photographie : John R. Leonetti
- Montage : James Coblentz
- Production : Kevin DeWalt, Oliver Hengst, Tim Kwok et Elizabeth Wang-Lee
- Société de production : Stallion Media, Studio 407 et Tadora Filmproduktions
- Pays :  États-Unis et  Allemagne
- Genre : Horreur, science-fiction et thriller
- Durée : 94 minutes
- Dates de sortie : 
  -  Allemagne : 22 août 2010 (Berlin Fantasy Filmfest)

## Distribution
- Alden Adair : Hector
- Shannon Beckner : Tilda
- Oded Fehr : Ray
- Adrien Dorval : Gordy
- Ryan Kennedy : Bobby
- Timothy McGrath : l'officier Oliver
- Melanie Papalia : Maria
- John Reardon : David
- Josh Strait : Al

## Accueil
Scott Weinberg pour Fearnet qualifie le film de « basique ».